# Liocranum freibergi
Espèce
Liocranum freibergi est une espèce d'araignées aranéomorphes de la famille des Liocranidae.

## Distribution
Cette espèce est endémique d'Ouzbékistan.

## Publication originale
- Charitonov, 1946 : New forms of spiders of the USSR. Izvestija Estedvenno-Nauchnogo Instituta pri Molotovskom Gosudarstvennom Universitete imeni M. Gor'kogo, vol. 12, p. 19-32.